# Кантемиры (село)
Кантемиры (укр. Кантемири) — село, Феськовский сельский совет, Золочевский район, Харьковская область, Украина.
Код КОАТУУ — 6322686504.
Присоединено к посёлку Пролетар в 1998 году.

## Географическое положение
Село Кантемиры находится на расстоянии в 2,5 км от Рогозянского водохранилища (левый берег), выше по течению на расстоянии в 1 км расположено село Маяк, ниже по течению примыкает к посёлку Малые Феськи.
Рядом с селом проходит железная дорога, ближайшая станция Рогозанка в 1,5 км.

## История
- 1998 — присоединено к посёлку Пролетар[1][2].

## Экология
- Рядом с селом проходит ЛЭП 110 кВ.